# Nørre Gymnasium
Nørre Gymnasium, ofte blot Nørre G, som siden 1971 har ligget i Husum, blev grundlagt i 1818 af Caroline Wroblewsky som en skole for små piger. Men i dag er Nørre Gymnasium blevet til et af Københavns største gymnasier og tilbyder både dansk og international gymnasial uddannelse.

## Historie

### Tidlige historie
Skolens tidligste historie begynder med Caroline Wroblewskys kamp om skolens oprettelse. Jomfru Marie Albertine Caroline Wroblewsky var et af tre overlevende børn af Daniel Wroblewsky. Da han i 1818 døde blev den ugifte, 25-årige Caroline Wroblewsky nødt til at forsørge sig selv, og det eneste hun kunne tage sig til var at undervise. Der blev i Danmark i 1814 indført en 7-års-undervisningspligt, og der var derfor et stort marked for private skoler, da det kommunale skolevæsen endnu ikke var tilstrækkeligt udviklet. Disse blev oftest oprettet af kvinder, og Caroline Wroblewsky ville starte sin egen "Dannelses Anstalt for et indskrænket Antal Smaapiger". Nemt var det ikke på grund af de mange ansøgende. Der var for eksempel 127 ansøgninger om oprettelse af skoler mellem 1815 og 1818. I 1818, samme år som sin fars død, indsendte Caroline Wroblewsky en ansøgning med både ros fra sig selv og andre menneskers anbefalinger, men også med en forklaring på hendes økonomiske situation. Ansøgningen blev afslået, selv efter en succesfuld §58-prøve, da der var for mange skoler i Trinitatis Sogn. Da hun havde vanskelighed med at finde et sted at bo i de andre sogne, anmodede hun i sin anden ansøgning om at få lov til af oprette skolen på Nørrebro, i forstaden. Skolekommissionen mente derimod ikke, at der var tilstrækkelig efterspørgsel efter en pigeskole på Nørrebro, men kommunens skoledirektion gav Caroline Wroblewsky tilladelse til en oprettelse den 7. november 1818, på hendes 26-års-fødselsdag.

### De tre bestyrerinder

#### Caroline Wroblewsky
Det er ikke klart, præcis hvor skolen lå de første år, men at det var på den nuværende Nørrebrogade vides med sikkerhed. Fra 1823 er det muligt at lokalisere skolen på henholdsvis forskellige matrikelnumre. I 1824 fik Caroline Wroblewsky lov til at udvide skolen, så den kom til at omfatte større piger, og ansætte løjtnant Larsen som fransklærer. Dermed skiftede hun også titel fra jomfru til skolebestyrerinde. Skolen fik også en status af borgerskole og ikke længere almueskole. I 1844 blev V.A. Borgen den første skoledirektør i København. Han sørgede for samme niveau på alle skoler og udgav oplysninger om dem. I jomfru Wroblewskys skole var der det år 7 lærere, 2 lærerinder og 40 elever fordelt på to klasser. Fagene var religion, dansk, tysk, fransk, historie, geografi, naturhistorie, regning, skrivning, tegning, sang og håndarbejde. I 1848 blev også gymnastik indført. Efter at have drevet skolen i 40 år gik Caroline Wroblewsky i 1858 af fra posten som skolebestyrerinde. Hun døde i 1875 i en alder af 82.

#### Emilie Christine Løbner
Efter Caroline Wroblewsky var det hendes plejedatter, der overtog skolen. Hun gik selv i Wroblewskys skole og underviste derefter også på den. Hun valgte at tage en eksamen for at blive institutionsbestyrerinde af 3. grad, hvilket hun blev den 11. september 1858. Det gav hende mulighed for at udvide skolen og undervise piger i alderen op til 16 år. I 1873 var der ansat 9 lærere og 6 lærerinder på skolen, og elevtallet toppede i 1880'erne med omkring 100. Men det begyndte at falde, og i 1892, efter 34 år, frasagde Løbner sig posten. Hun forblev dog i kontakt med skolen, og da hun døde 1896, blev det meddelt til en morgensamling på skolen.

#### Karen Kjær
Karen Kjær ansøgte om at overtage skolen efter E. Løbner. Hun var yderst veluddannet, både som skolebestyrerinde og -lærerinde, og havde en højere akademisk uddannelse end E. Løbner. Hun fik straks svar om godkendelse. Med overtagelsen af skolen i 1892 medbragte K. Kjær sit program for fremtiden: Hun flyttede skolen til Fælledvej og delte eleverne op i et-årige klasser. Skolens elevtal voksede fra 66 i 1882 til 324 i 1904 og kom op på 480 elever i jubilæumsåret 1918. Det var på grund af denne regelmæssige stigning, at Karen Kjær besluttede at flytte skolen til en selvstændig bygning i Gartnergade. Det skete i 1897. Man kunne fra 1895 tage realeksamen i den voksende skole efter 11. klasse.
Der blev foretaget flere udvidelser i Gartnergade, i 1904 til at huse de nye fag fysik og kemi og i 1913 for at få plads til gymnasiet. Skolen blev dog på samme sted trods stærk pladsmangel frem til 1971.
Da den nysproglige gymnasiale retning blev indført i Danmark, valgte skolens bestyrelse at oprette et gymnasium i 1909. Den matematisk-naturvidenskabelige linje kunne vælges på Karen Kjærs Skole fra 1915.

### De næste 100 år
I 1919 skiftede skolen navn til Nørre Gymnasium, og samme år, da det blev meget svært at drive private skoler på grund af store udgifter, blev den delt op i et statsejet gymnasium med Karen Kjær som rektor og en privatejet forberedelsesskole med Dorthea Krag som bestyrerinde, der havde til huse i samme bygning indtil 1924, hvor forberedelsesskolen flyttede væk til Thorvaldsensskolen for piger.
Da Karen Kjær døde, havde skolen været styret af tre kvinder i 105 år og var blevet forvandlet fra en skole for små piger til et gymnasium, dog fra 6. klasse.
Knud Theodor Thejll, som selv havde erfaring som leder af K. Thejlls højere Pigeskole, blev den nye rektor. Han havde kendt Karen Kjær og fortsatte skolen i samme stil. Thejll beklagede også pladsmanglen og andre problemer i den daværende skolebygning og opfordrede i 1932 til at lede efter en løsning på dette problem.
Det var også under Thejll, at gymnasiets elever begyndte at tage på lejrskoler, som var rejser af 7 dage, hvor eleverne studerede. De foregik normalt inden for landets grænser, men også til Sverige en gang imellem. Først i 1970 kom den første tur til Berlin. Thejll fratrådte i 1940 og døde bare et år senere.

#### Problemer på skolen
Ingeborg Hasselriis, som blev skolens næste rektor, strammede reglerne på skolen efter sit ønske. Men hun stod i løbet af sin tid også med mange problemer, bl.a. besættelsen, hvor skolen var i fare for at blive taget i brug som lazaret for tyske tropper. Også i 1940 begyndte pladsmanglen at blive et endnu større problem. En klage refererer til en garderobe, som blev brugt som klasseværelse. Den var blot 5,30 x 3,85 m, og blev brugt til 9 elever. Den var mørk og væggen ud mod gangen var af glas. Skolen begyndte også at blive gammel og for lille, der var ingen stor sal eller cykelkælder; fysik- og kemilokalerne var for dårlige, og Nørre Gymnasium blev til en skole, som elever normalt ikke søgte hen på frivilligt. Skolen begyndte også at miste elever, fordi de flyttede væk af den årsag, at der ikke var drenge som på mange andre statsejede skoler. Nørre Gymnasium blev derfor til fællesskole i slutningen af 1950'erne. Ingeborg Hasselriis fratrådte i 1960 efter 20 år som rektor. Derefter trådte Jørgen Andersen til. I hans tid som rektor blev elevrådet etableret på skolen, i 1965, hvilket bl.a. førte til delvis rygetilladelse og lov til at blive oppe i frikvartererne. I 1968 fejrede skolen 150-års jubilæum, og i skriftet blev der nævnt en bekræftelse af en kommende ny skole på Mørkhøjvej (debatten havde været undervejs i flere år).

#### Den nye skole
Efter mange års ventetid, lige siden begyndelsen på pladsmanglen i Gartnergade i 1913, blev skolen færdiggjort i 1971 og indviedes først den 23. marts officielt og derefter den 9. august til et nyt skoleår.
I 1991 blev valg af IB en mulighed på Nørre Gymnasium, en international uddannelse, som giver unge med udenlandsk baggrund mulighed for at studere i Danmark. Der er 12 institutioner, der har denne valgmulighed i Danmark.
Mellem 2009 og 2016 havde gymnasiet en markant stigning af andelen af elever med ikke-vestlig baggrund, fra 11% til 32%.
Karaktergennemsnittet var de pågældende år 8,1 og 7,6.

### Liste over skolens rektorer/bestyrere
- Caroline Wroblewsky, 40 år (1818 – 1858)
- Emilie Løbner, 34 år (1858 – 1892)
- Karen Kjær, 41 år, (1892 – 1923)
- Knud Theodor Thejll, 27 år (1923 – 1940)
- Ingeborg Hasselriis, 20 år (1940 – 1960)
- Jørgen Andersen, 11 år (1960 – 1971)[3]
- Povl Aagaard (konstitueret rektor)
- Per Cortes, 18 år (1971 – 1989)[4]
- Kirsten Jeppesen (konstitueret rektor)
- Ib Fischer Hansen, 10 år (1991 – 2001)[5]
- Jens Boe Nielsen (2001 – 2020)[6]
- Mette Vedel (2020 – )[7]